# Curious Ruminant
Curious Ruminant je dvacáté čtvrté studiové album anglické rockové skupiny Jethro Tull, vydané v březnu 2025 společností Inside Out Music. Produkoval jej frontman skupiny Ian Anderson, který je rovněž autorem všech písní. Oproti předchozímu albu RökFlöte (2023) ve skupině došlo ke změně na postu kytaristy, Joea Parrishe nahradil Jack Clark. Stálý bubeník Scott Hammond hraje pouze ve dvou písních, ve zbylých hraje James Duncan. V jedné písni hostuje bývalý dlouholetý člen skupiny, klávesista Andrew Giddings (1991–2007). První singl z alba v podobě titulní písně vyšel již v lednu 2025. Speciální edice alba obsahuje alternativní mixy všech písní, celé album v prostorovém zvuku Dolby Atmos 5.1 a rozhovor s Andersonem. Umístilo se na 25. příčce britské hitparády (UK Albums Chart).

## Seznam skladeb
Autorem všech skladeb je Ian Anderson.
| Pořadí         | Název                        | Délka |
| -------------- | ---------------------------- | ----- |
| 1.             | Puppet and the Puppet Master | 4:00  |
| 2.             | Curious Ruminant             | 5:56  |
| 3.             | Dunsinane Hill               | 4:14  |
| 4.             | The Tipu House               | 3:29  |
| 5.             | Savannah of Paddington Green | 3:11  |
| 6.             | Stygian Hand                 | 4:13  |
| 7.             | Over Jerusalem               | 5:54  |
| 8.             | Drink from the Same Well     | 16:39 |
| 9.             | Interim Sleep                | 2:27  |
| Celková délka: | Celková délka:               | 50:31 |

## Obsazení
- Ian Anderson – zpěv, flétny, kytary, mandolína
- David Goodier – baskytara
- John O'Hara – klavír, klávesy, akordeon
- Jack Clark – kytara
- Scott Hammond – bicí
- James Duncan – bicí, cajón, perkuse
- Andrew Giddings – klavír, klávesy, akordeon